# 구면 모형
통계역학에서 구면 모형(球面模型, 영어: spherical model)은 강자성을 나타내는 간단한 격자 모형이다.:Chapter 5 이징 모형과 유사하나, 이징 모형과 달리 임의의 차원에서 정확히 간단히 풀 수 있다. 2차원 이하에서는 상전이를 갖지 않지만, 2차원 초과에서는 상전이를 갖는다. 이 모형의 임계 지수들은 일반적으로 차원에 의존하는 독특한 현상을 보인다.

## 정의
구면 모형은 다음과 같은 데이터로 주어진다.
- 유한 그래프 {\displaystyle \Gamma }
- 함수 {\displaystyle h\colon \operatorname {\mathsf {V}} (\Gamma )\to \mathbb {R} }, {\displaystyle i\mapsto h_{i}}. 이는 외부 자기장을 뜻한다.
- 함수 {\displaystyle \beta \colon {\mathsf {E}}(\Gamma )\to \mathbb {R} }, {\displaystyle ij\mapsto \beta _{ij}}. 이는 온도의 역수를 뜻한다.

이 모형에서, 변수는 그래프 꼭짓점 위의 “스핀”의 분포이다. 여기서 “스핀”은 임의의 실수 값을 가질 수 있지만, 모든 스핀들의 제곱평균제곱근은 1이어야 한다.
{\displaystyle \sigma \colon \operatorname {\mathsf {V}} (\Gamma )\to \mathbb {R} }
{\displaystyle \sum _{i\in \operatorname {\mathsf {V}} (\Gamma )}\sigma _{i}^{2}=|\operatorname {\mathsf {V}} (\Gamma )|}
즉, 짜임새 공간은 유클리드 공간 {\displaystyle \mathbb {R} ^{\operatorname {\mathsf {V}} (\Gamma )}} 속의, 반지름 {\displaystyle {\sqrt {|\operatorname {\mathsf {V}} (\Gamma )|}}}의 초구이다.
구형 모형의 분배 함수는 다음과 같다.
{\displaystyle Z_{\Gamma }(\beta ,h)=\int _{\mathbb {R} ^{{\mathsf {V}}(\Gamma )}}\mathrm {d} ^{|{\mathsf {V}}(\Gamma )|}\sigma \,\exp \left(\sum _{ij\in {\mathsf {E}}(\Gamma )}\beta _{ij}\sigma _{i}\sigma _{j}+\sum _{i\in {\mathsf {V}}(\Gamma )}h_{i}\sigma _{i}\right)}
이는 다음과 같이 표기할 수 있다. 우선, 실수 힐베르트 공간
{\displaystyle {\mathcal {H}}=\mathbb {R} ^{{\mathsf {V}}(\Gamma )}}
위의 연산자
{\displaystyle M\colon {\mathcal {H}}\to {\mathcal {H}}}
{\displaystyle \langle i|M|j\rangle =-\beta _{ij}\langle i|{\mathsf {A}}_{\Gamma }|j\rangle }
를 정의하자. 여기서 {\displaystyle {\mathsf {A}}_{\Gamma }}는 {\displaystyle \Gamma }의 인접 행렬이다.
{\displaystyle \langle i|{\mathsf {A}}_{\Gamma }|j\rangle ={\begin{cases}1&ij\in \operatorname {E} (\Gamma )\\0&ij\not \in \operatorname {E} (\Gamma )\end{cases}}}
즉, 만약 {\displaystyle \beta }가 상수 함수라면 {\displaystyle M=-\beta {\mathsf {A}}_{\Gamma }}이다.
그렇다면, 분배 함수를 다음과 같이 적을 수 있다.
{\displaystyle {\begin{aligned}Z_{\Gamma }(\beta ,h)&={\frac {1}{2\pi }}\int _{\mathbb {R} ^{\operatorname {\mathsf {V}} (\Gamma )}}\mathrm {D} \sigma \int _{z+\mathrm {i} \mathbb {R} }\mathrm {d} z\;\exp \left(-\langle \sigma |(M+z)|\sigma \rangle +\langle h|\sigma \rangle +z|\operatorname {\mathsf {V}} (\Gamma )|\right)\\\end{aligned}}}
여기서 디랙 델타를
{\displaystyle \delta (\langle \sigma |\sigma \rangle -|\operatorname {\mathsf {V}} (\Gamma )|)=\int _{a+\mathrm {i} \mathbb {R} }\mathrm {d} z\;\exp(-z\langle \sigma |\sigma \rangle +z|\operatorname {\mathsf {V}} (\Gamma )|)\qquad (a\gg 1)}
로 표현하였다. 여기서, {\displaystyle a}는 {\displaystyle M+z}의 모든 고윳값의 실수 성분이 양수가 되게 충분히 커야 한다.
즉, 이 경우
{\displaystyle Z_{\Gamma }(\beta ,h)={\frac {1}{2\pi }}\int _{a+\mathrm {i} \mathbb {R} }\mathrm {d} z\;Z_{\Gamma }(\beta ,h,z)\exp \left(z|\operatorname {\mathsf {V}} (\Gamma )|+{\frac {1}{4}}\langle h|(z+M)^{-1}|h\rangle \right)\qquad (a\gg 1)}
{\displaystyle Z_{\Gamma }(\beta ,h,z)=\int _{\mathbb {R} ^{\operatorname {\mathsf {V}} (\Gamma )}}\mathrm {D} \sigma \;\exp \left(-\langle \sigma |(z+M)|\sigma \rangle \right)={\frac {\pi ^{|\operatorname {\mathsf {V}} (\Gamma )|/2}}{\sqrt {\det(z+M)}}}}
이 된다.
즉,
{\displaystyle {\begin{aligned}Z_{\Gamma }(\beta ,h)&={\frac {1}{2}}\pi ^{|\operatorname {\mathsf {V}} (\Gamma )|/2-1}\int _{a+\mathrm {i} \mathbb {R} }\mathrm {d} z\,\exp \left(z|\operatorname {\mathsf {V}} (\Gamma )|+{\frac {1}{4}}\langle h|(z+M)^{-1}|h\rangle \right)\det(z+M)^{-1/2}\qquad (a\gg 1)\\&={\frac {1}{2}}\pi ^{|\operatorname {\mathsf {V}} (\Gamma )|/2-1}\int _{a+\mathrm {i} \mathbb {R} }\mathrm {d} z\,\prod _{\lambda \in \operatorname {Spec} M}{\frac {\exp(z+\langle v_{\lambda }|h\rangle ^{2}/(z+\lambda )^{-1})}{\sqrt {z+\lambda }}}\end{aligned}}}
이다. 여기서 {\displaystyle v_{\lambda }}는 {\displaystyle M}의 고유 벡터로 구성된 정규 직교 기저이다.

## 성질

### 최급강하법 근사
그래프가 매우 큰 경우, 다음과 같이 최급강하법을 사용하여 분배 함수를 근사할 수 있다. 구체적으로, 분배 함수를 다음과 같이 적자.
{\displaystyle Z={\frac {1}{2}}\pi ^{|{\mathsf {V}}(\Gamma )|/2-1}\int _{a+\mathrm {i} \mathbb {R} }\mathrm {d} z\;\exp \left(|{\mathsf {V}}(\Gamma )|S_{\Gamma }(z)\right)}
{\displaystyle S(z)=z+{\frac {1}{|{\mathsf {V}}(\Gamma )|}}{\frac {1}{4}}\langle h|(z+\beta {\mathsf {A}}_{\Gamma })^{-1}|h\rangle -{\frac {1}{2}}{\ln \det(z+M)}{|{\mathsf {V}}(\Gamma )|}}
이다. 여기서
{\displaystyle \ln \det(z+M)\propto |{\mathsf {V}}(\Gamma )|}
{\displaystyle \langle h|(z+M)|h\rangle \propto |{\mathsf {V}}(\Gamma )|}
라고 가정하였다. (예를 들어, 만약 {\displaystyle \Gamma =({\mathsf {C}}_{L})^{\square d}}가 원환면 그래프({\displaystyle d}개의 순환 그래프들의 그래프 데카르트 곱)이며, 자기장 {\displaystyle h} 또한 상수 함수라면, 위 조건이 성립한다.)
그렇다면, {\displaystyle |{\mathsf {V}}(\Gamma )|\to \infty }인 극한에서,
{\displaystyle {\frac {1}{|{\mathsf {V}}(\Gamma )|}}\ln Z_{\Gamma }(\beta ,h)\approx \max _{z\in a+\mathrm {i} \mathbb {R} }S(z;\beta ,h)+{\frac {1}{2}}\ln \pi +o(1)}
가 된다.

### 원환면 그래프
{\displaystyle \Gamma =({\mathsf {C}}_{L})^{\square d}}가 크기 {\displaystyle L}의 순환 그래프 {\displaystyle {\mathsf {C}}_{L}}의 {\displaystyle d}겹 그래프 데카르트 곱이라고 하자. 즉, 이는 주기적 경계 조건이 주어진 {\displaystyle d}차원 {\displaystyle L\times \dotsb \times L} 초입방체에 해당한다. 이 경우, {\displaystyle \Gamma }의 스펙트럼은 다음과 같은 중복집합이다.
{\displaystyle \operatorname {Spec} \Gamma =\left\{2\sum _{i=1}^{d}\cos {\frac {2\pi k_{i}}{L}}\colon k_{i}\in \{0,1,\dotsc ,L-1\}\right\}}
따라서 {\displaystyle \beta }가 상수 함수일 때, {\displaystyle L\to \infty } 극한에서, {\displaystyle \ln \det(z+M)}은 따라서 {\displaystyle [0,2\pi ]^{d}} 위의 적분으로 근사될 수 있다.
이러한 그래프에서, 상수 함수 자기장 {\displaystyle h}는 {\displaystyle \Gamma }의 인접 행렬의 고유 벡터이며, 따라서 이 경우 자기장의 항 역시 계산될 수 있다.
이 경우, 상태 방정식은 다음과 같다.:5.3.3
{\displaystyle 2(1-m^{2})=\beta g'(h/2m+d)}
여기서
- {\displaystyle T=1/\beta }는 온도이다.
- {\displaystyle m=\langle \sigma \rangle }은 {\displaystyle \sigma }의 평균값이다.
- {\displaystyle g(z)}는 다음과 같이 정의되는 함수이다. 이는 {\displaystyle \ln \det(z+{\mathsf {A}}_{\Gamma })}의 적분 근사에서 유래한다.

{\displaystyle g(z)=(2\pi )^{-d}\int _{[0,2\pi ]^{d}}\mathrm {d} ^{d}t\;\ln \left(z-\sum _{i=1}^{d}\cos t_{i}\right)}
이 경우
{\displaystyle g'(z)=\int _{0}^{\infty }\mathrm {d} t\,\exp(-tz){\mathsf {J}}_{0}(\mathrm {i} t)^{d}}:(5.4.4)
가 된다. 여기서 {\displaystyle {\mathsf {J}}_{0}(-)}는 0차 베셀 함수이다.
이 경우
{\displaystyle g'(d){\begin{cases}=\infty &(0<d\leq 2)\\<\infty &(2<d)\end{cases}}}
{\displaystyle g''(d){\begin{cases}=\infty &(0<d\leq 4)\\<\infty &(4<d)\end{cases}}}
이다. 따라서,
- {\displaystyle d\leq 2}일 때 구면 모형은 상전이를 갖지 않는다.[1]:68, §5.5 즉, 퀴리 온도가 0이다.
- {\displaystyle d>2}일 때 구면 모형은 1차 상전이를 갖는다. 즉, 퀴리 온도가 (유한한) 양수이며, 그 역수는

{\displaystyle \beta _{0}={\frac {1}{2}}g'(d)}
이다.:67, (5.5.1)
{\displaystyle d>2}일 때, 임계 지수들은 다음과 같다.
{\displaystyle \alpha ={\begin{cases}-{\frac {4-d}{d-2}}&(2<d<4)\\0&(4<d)\end{cases}}}:(5.6.7)
{\displaystyle \beta ={\frac {1}{2}}}:(5.6.8)
{\displaystyle \gamma ={\begin{cases}{\frac {2}{d-2}}&(2<d<4)\\1&(4<d)\end{cases}}}:(5.6.11)
즉, 이 경우 임계 지수들이 {\displaystyle d}에 의존하게 된다.

### 이징 모형과의 관계
물리학적으로, 이는 이징 모형의 근사로 여겨질 수 있다. 이징 모형에서 분배 함수는 {\displaystyle |\operatorname {\mathsf {V}} (\Gamma )|}차원 유클리드 공간 속의 초입방체의 {\displaystyle 2N}개 꼭짓점에 대한 합을 취하는 것인데, 이 모형은 이를 대신 비슷한 크기의 초구의 표면에 대한 적분으로 근사한다.

## 역사

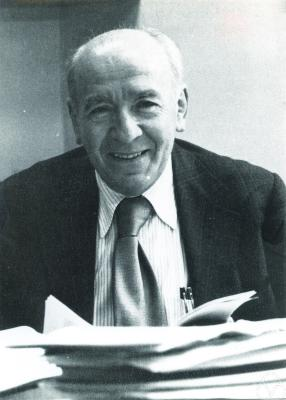
마레크 카츠

1952년에 시어도어 벌린(영어: Theodore H. Berlin, 1917-1963)과 마레크 카츠(폴란드어: Marek Kac, 1914-1984)가 도입하였다.